# Educació mixta

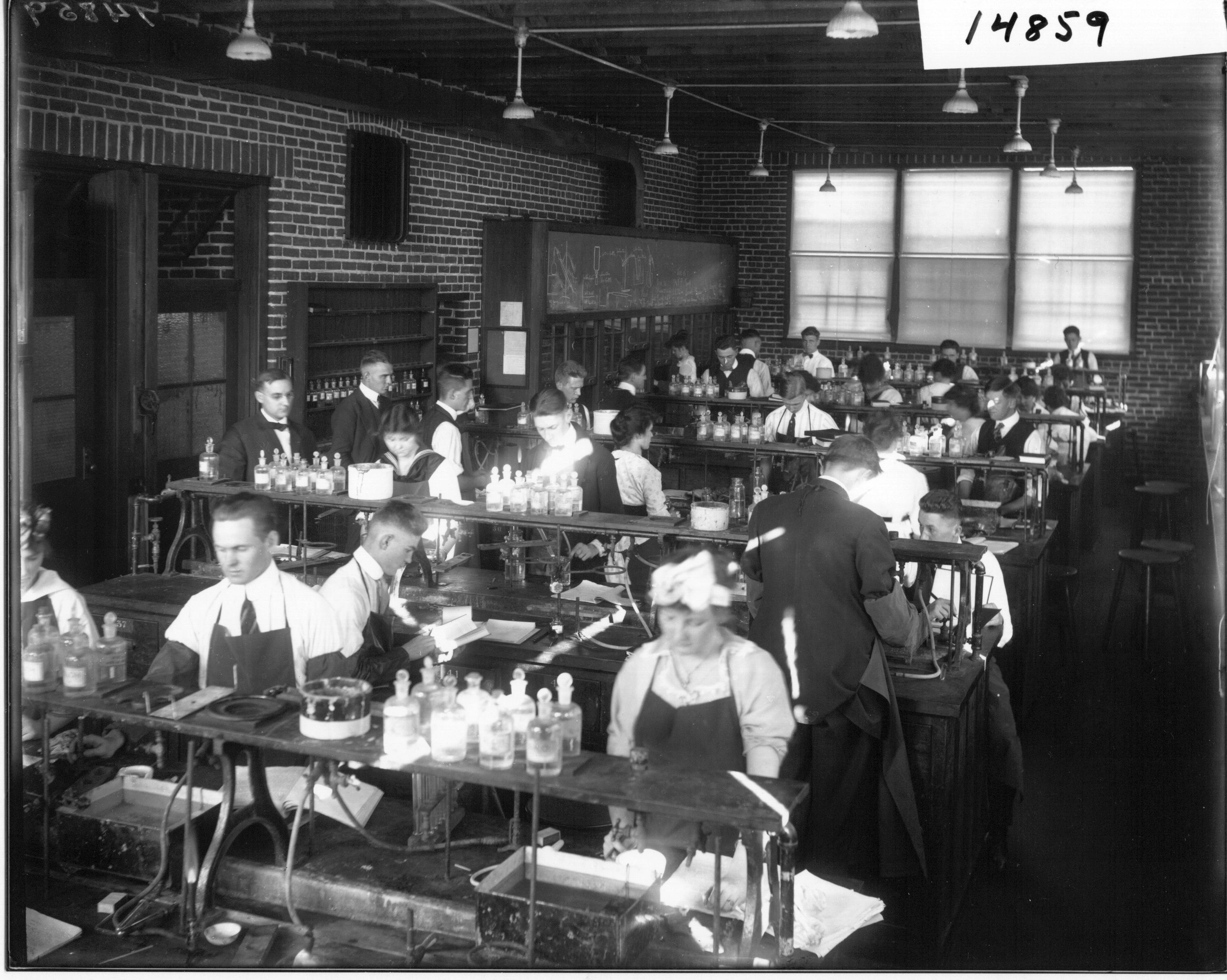
Classe de química l'any 1915

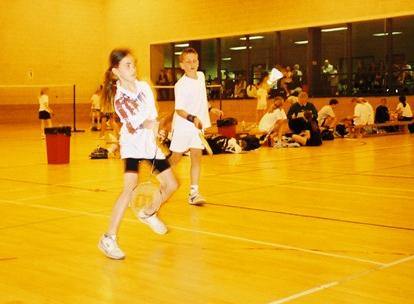
Un nen i una nena aprenent junts a jugar a badminton

L'escola mixta és un model educatiu en el qual, al contrari que a l'escola diferenciada, els nens i nenes comparteixen escola i aules. És el model educatiu actual a Espanya, des que va començar a reimplantar-se a partir de l'any 1970, incorporant a les nenes i noies a un model previ pensat per al gènere masculí. Tot i que en principi, popularment, una escola mixta és aquella a la qual no hi ha segregació per sexes, sigui quina sigui la seva metodologia, ja des de l'època de la segona república, tècnicament, es diferencia entre la coeducació, que és una escola sense segregació formal i que a més no té sexisme ni en la seva organització i gestió ni en la seva implementació (continguts, valors, actituds), i l'escola mixta, que tampoc separa els infants per raó de sexe però que té una metodologia educativa sexista, que de manera més o menys subtil promociona estereotips de gènere, sostres de vidre i en general expectatives diferenciades per a homes i dones. Encara considera el currículum masculí com a universal (Vegeu universalisme masculí).
El sistema escolar es va dissenyar en el seu origen com un sistema eminentment masculí, per a preparar els homes per al món laboral fora de casa. Les dones, en canvi, podien rebre instrucció particular a casa, bàsicament en allò necessari per a ser una bona mare o esposa o, en ambients de l'alta societat, de vegades també culturals (típicament literatura, música o idiomes, per exemple) per a entretenir i donar temes de conversa a una cort o al marit. Les primeres escoles de nenes van ser rèpliques del model masculí que basaven els continguts a transmetre en les funcions assignades a les dones a la societat, bàsicament la cura d'infants, gent gran o malalts, o bé, si la situació econòmica ho requeria, feines poc qualificades i que preferentment poguessin ser fetes a la llar. Els pedagogs anarquistes, com Francesc Ferrer i la seva escola moderna, van ser dels primers a reivindicar i posar en pràctica una escola única per a tots els nens i nenes. En aquest següent pas, l'escola mixta, en general el model es limita a afegir a les nenes al model educatiu pensat per aquells nens d'una altra època.
D'altra banda, actualment, als Països Catalans per exemple, encara és habitual l'ensenyament i entrenament segregat per sexes a la majoria d'esports individuals i d'equip (cosa que no ocorre amb la dansa) i també en algunes escoles, principalment religioses amb finançament públic o privat. En altres països és habitual a l'escoltisme, separant els nois escolta de les noies guia.